# Rozsdástorkú mézevő
A rozsdástorkú mézevő (Conopophila rufogularis) a madarak osztályának verébalakúak (Passeriformes) rendjébe és a mézevőfélék (Meliphagidae) családjába tartozó faj.
A magyar név forrással nincs megerősítve, lehet, hogy az angol név tükörfordítása (Rufous-throated Honeyeater).

## Rendszerezése
A fajt John Gould angol ornitológus írta le 1843-ban, az Entomophila nembe Entomophila rufogularis néven.

## Előfordulása
Ausztrália északi részén honos. Természetes élőhelyei a szubtrópusi és trópusi síkvidéki esőerdők, mangroveerdők, szavannák és cserjések, valamint városok. Állandó, nem vonuló faj.

## Megjelenése
Testhossza 11–14 centiméter, testtömege 8–14 gramm.

## Életmódja
Főként gerinctelenekkel és nektárral táplálkozik.

## Természetvédelmi helyzete
Az elterjedési területe rendkívül nagy, egyedszáma pedig stabil. A Természetvédelmi Világszövetség Vörös listáján nem fenyegetett fajként szerepel.